# باتريك هوبكينز
باتريك هوبكينز (بالإنجليزية: Patrick Hopkins)‏ (18 ديسمبر 1987 بشيكاغو في الولايات المتحدة - ) هو لاعب كرة قدم أمريكي في مركز الدفاع. لعب مع أي كي سيريوس.

## وصلات خارجية
- باتريك هوبكينز على موقع اتحاد السويد (السويدية)
- باتريك هوبكينز على موقع قاعدة بيانات كرة القدم.إي يو (الإنجليزية)
- باتريك هوبكينز على موقع Soccerway.com (الإنجليزية)